# Technologische Hochschule für Lebensmittelindustrie Kemerowo
Die Technologische Hochschule für Lebensmittelindustrie Kemerowo (THL Kemerowo) ist eine russische Hochschule in dem sibirischen Oblast Kemerowo. Die Hochschule wurde 1972 gegründet. Die Gründung von A. Jeschotkin, dem 1. Sekretär des Gebietskomitees der KPdSU, initiiert.
Die THL Kemerowo ist ein führendes Zentrum für die Ausbildung von Spezialisten für Lebensmittelbetriebe und anderer Industriezweige Russlands und der GUS-Länder. Im Kusnezker Becken (Kusbass) ist sie eine der besten Hochschulen. In der Rangliste der Hochschulen und Universitäten des Landes nimmt die THL Kemerowo einen renommierten Platz ein.
Etwa 450 Lehrende arbeiten an der THL Kemerowo. Davon haben fast 70 % eine Promotion. 13 Professoren sind Mitglieder der russischen und internationalen Akademien der Wissenschaften. Einige davon wurden als „Ehrenarbeiter der Hochschulausbildung“ oder „Ehrenchemiker“  ausgezeichnet.

## Übersicht

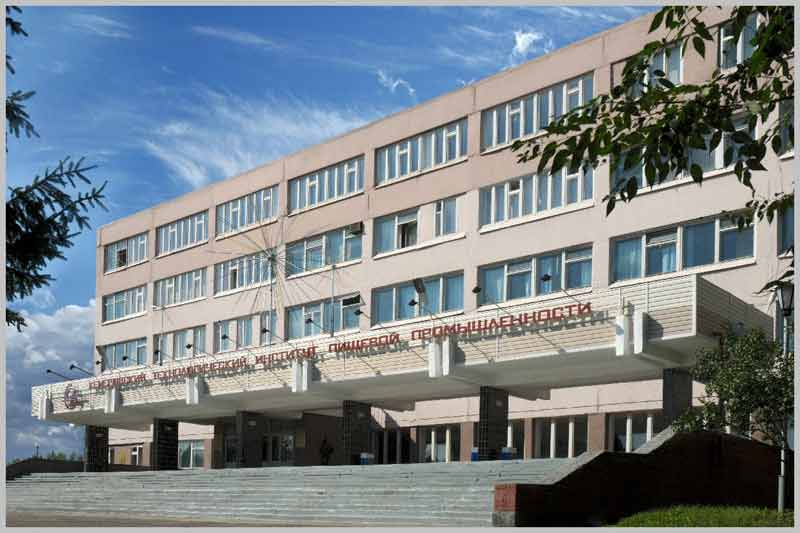

### Rektorat
- Rektor – Alexander Prossekow, Preisträger des Preises der russischen Regierung auf dem Gebiet der Wissenschaft und Technologie, Leiter des Lehrstuhls für „Bionanotechnologie“
- Prorektor für Studium – Michail Kirsanow
- Prorektor für Forschung und Innovation – Elena Schidkowa
- Prorektor für Wirtschaft und Sozialarbeit – Pawel Masslennikow, Leiter des Lehrstuhls für Wirtschaft und Management
- Prorektor für Entwicklung des Wirtschaftskomplexes – Sergej Frolow

### Fakultäten und Lehrstühle
Lehrstühle der Mechanischen Fakultät:
- Automatisierung von Fertigungsprozessen und Automatisierungssysteme
- Schutz der Lebenserhaltung
- Höhere Mathematik
- Prozessmaschinen und Anlagentechnik für Lebensmittelindustrie
- Technisches Zeichnen und Konstruktionslehre
- Angewandte Mathematik und Informatik
- Angewandte Mechanik
- Prozesse und Anlagentechnik für Lebensmittelindustrie
- Theoretische Mechanik, Theorie der Mechanismen und Maschinen
- Wärme- und Kältetechnik
- Metalltechnologie, Food Engineering und Kältetechnik
- Technische Mechanik und Verpackungstechnologie

Lehrstühle der Technologischen Fakultät:
- Fremdsprachen
- Allgemeine und Anorganische Chemie
- Organische Chemie
- Gärungstechnologie und Konservierung
- Fettetechnologie, Biochemie und Mikrobiologie
- Milchtechnologie
- Fleischtechnologie
- Brot-, Gebäck- und Teigwarentechnologie
- Physik
- Sport
- Physik- und Kolloidchemie
- Allgemeine Elektrotechnik und elektrische Geräte

Lehrstühle der Fakultät für Wirtschaftswissenschaften:
- Analytische Chemie und Ökologie
- Biotechnologie, Warenkunde und  Qualitätsmanagement
- Buchführung, Analyse und Wirtschaftsprüfung
- Geschichte Russlands
- Marketing
- Organisation und Wirtschaft der Lebensmittelbetriebe
- Technologie und Cateringmanagement
- Wirtschaft und Management
- Philosophie und Politikwissenschaft
- Wirtschaft, Erfassung und Analyse
- Wirtschaftstheorie

Lehrstühle der Fakultät für mehrstufige Ausbildung
- Verfahrenstechnische Anlagen
- Lebensmittel pflanzlicher Herkunft
- Lebensmittel tierischer Herkunft
- Lebensmitteltechnologie und Cateringmanagement
- Warenkunde
- Qualitätsmanagement
- Biotechnologie

Fakultät für Kontinuierliche Fachausbildung
- Wirtschaftswissenschaft
- Management
- Lebensmitteltechnologie und Cateringmanagement
- Kälte- und Tieftemperaturtechnik, Lebenssicherungssystem
- Lebensmittel pflanzlicher Herkunft
- Lebensmittel tierischer Herkunft

### Vertretungen der Hochschule in den Regionen
- Kotonow -Nationalgymnasium-Internat Chakassien (Abakan, Krylowa Str.,35)
- Altaische mechanisch-technologische Fachschule (Dorf Altajskoje, Sowetskaja Str., 189)
- Berufsschule №86 (Belowo, Morosowa Str., 5)
- Altaisches College für Betriebstechnologien und Business (Biisk, Sowetskaja Str. 219/5)
- Gebietsagrarberufsschule Swerdlowsk (Ekaterinburg, Eskadronnaja, 4)
- Wirtschafts- und Handelsfachschule (Slatoust, Kowschowa Str., 7)
- Sibirisches Forschungs- und Projektierungstechnologischesinstitut für landwirtschaftliche Produktionsverarbeitung (Siedlung Krasnoobsk)
- Wirtschafts- und Handelsfachschule (Kurgan, Alekseewa Str., 11)
- Berufsschule  №17 (Leninsk-Kusnetskij, Prospekt Tekstilschtschikow, 4)
- Holzwirtschaftsfachschule  (Mariinsk, Kotowskogo Str., 19)
- Berufsschule  №62 (Meschduretschensk, 50 Let Komsomola Str.,11)
- Wirtschafts- und Handelsfachschule (Nowokusnezk, Kutisowa Str., 84)
- Technologische Hochschule für Lebensmittelindustrie Kemerowo in Nowosibirsk (Nowosibirsk, Planirowotschnaja Str., 5)
- Fachschule für Fleisch- und Milchindustrie Omsk (Omsk, Solnetschnaja Str., 25)
- Berufsschule  №2 (Prokopjewsk, Prospekt Schachtjerow, 8)
- Staatliche Technologische Hochschule Sewersk (Sewersk, Prospekt Kommunistitscheskij, 65)
- Berufsschule  №15 (Streschewoj, Kommunalnaja Str., 40)
- Schule №9 (Taschtagol, Pospelowa, 4)
- Technisch-ökonomisches Lyzeum №1 Tomsk (Tomsk, Belenza, 11)
- Berufslyzeum Tjaschin № 79 (Tjaschinskij)
- Technologisches College Jurga (Jurga, Sawodskaja, 18)

## Wissenschaft
Promotionsrat D 212.809.01
Fachrichtung:
05.18.04 – Milch-, Fleisch-, Fischtechnologie und Kälteproduktion
Promotionsrat D 212.089.02
Fachrichtungen:
- 05.18.15 – Lebensmitteltechnologie und Warenkunde, funktionsgerechte und spezialisierte Lebensmittel, Catering
- 05.18.12 – Prozesse und Anlagentechnik für Lebensmittelindustrie (Ingenieurwissenschaften)

## Studentenleben
Die Technologische Hochschule für Lebensmittelindustrie verfügt über eigene Zeitung „Sobytije“, KWN*-Team „KemBridge“, Studentenklub, Studienberatung und viele sozial bedeutsame Projekte.
Das Konzertprogramm „Studentenfrühling“ der Technologischen Hochschule für Lebensmittelindustrie Kemerowo wurde mit dem 1. Preis auf dem Festival „Studentenfrühling“ in Kusbass in Jahren 2008, 2010 und 2011 ausgezeichnet.

### KWN-Team „KemBridge“
„KemBridge“ ist das Meisterteam der Offenen Stadtjugendliga Kemerowo, der „KWN-Liga auf Jenissej“ (2008). Es ist Teilnehmer des Festivals „KWN-Asia“ (Krasnojarsk), das Meisterteam der KWN-Gebietsliga „Kusbass“ (2010). 2010, nach einem erfolgreichen Auftritt auf dem XX. KWN-Festival in Sotschi, wurde das Team dazu eingeladen, an der TV „Ersten Liga“ in Minsk teilzunehmen. Parallel dazu spielte das Team in KWN-Liga Asia. In beiden Ligen erreichte KemBridge das Finale. 2011 spielte das Team im KWN-Turnier WUL und zur gleichen Zeit in der Liga Asia. 2012 wurde das Team zur Oberliga eingeladen. Die Jungen erreichten den 4. Platz im 1/8-Finale. 2013 nimmt das Team wieder an KWN-Spiel in der Oberliga teil, erreicht den 1. Platz in 1/4-Finale und steigt ins Halbfinale auf.
KWN* – hier: beliebtes humorvolles TV-Spiel in Russland und GUS-Ländern, in dem Teams aus verschiedenen Gruppen (Schulen, Hochschulen, Unternehmen etc.) in humorvollen Antworten auf Fragen konkurrieren, aus verschiedenen Alltagsthemen improvisieren usw.